# Bistum Menorca
Das Bistum Menorca (lat.: Dioecesis Minoricensis) ist eine römisch-katholische Diözese in Spanien mit Sitz in Ciutadella.

## Geschichte
Das Bistum Menorca wurde im 5. Jahrhundert errichtet und dem Erzbistum Valencia als Suffraganbistum unterstellt.
Nachdem es durch die Eroberung Spaniens durch die Mauren untergegangen war, wurde es erst 1798 wiedererrichtet.

## Weblinks

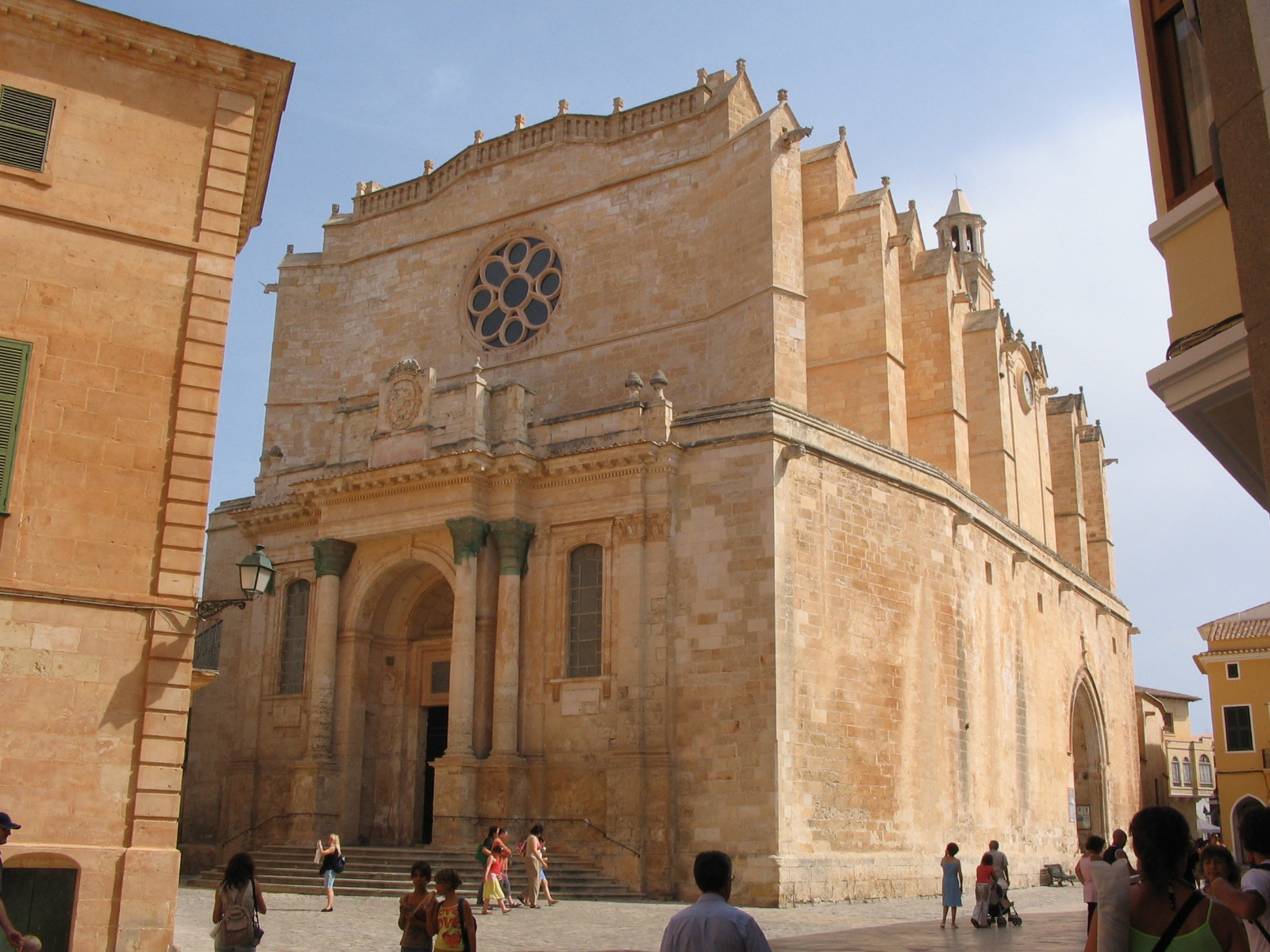
Kathedrale Santa María in Menorca